# Красимир Станчев
Красимир Александров Станчев е български офицер, бригаден генерал.

## Биография
Роден е на 2 февруари 1966 г. в София. През 1990 г. завършва за радиоинженер във Висшето народно военно артилерийско училище „Георги Димитров“. Служи в армията до 1993 г. От 1993 г. преминава на служба в Националната служба за охрана като разузнавач. Последователно преминава през длъжностите инспектор, старши инспектор, началник на група, главен експерт и началник на сектор. На 3 май 2010 г. е назначен на длъжността началник на Националната служба за охрана и удостоен с висше офицерско звание бригаден генерал. С указ № 139 от 30 май 2014 г. е назначен на длъжността заместник-началник на Националната служба за охрана. С указ от 17 септември 2016 г. полковник Красимир Станчев е освободен от длъжността заместник-началник на Националната служба за охрана. От октомври 2016 г. е назначен за началник на сектор в звено „Международно сътрудничество, протокол и връзки с обществеността на НСО“. С Указ № 219 от 20 септември 2019 г. полковник Красимир Станчев е назначен на длъжността началник на Националната служба за охрана и удостоен с висше офицерско звание „бригаден генерал“, считано от 30 септември 2019 година. На 28 юли 2020 г. е освободен от длъжността началник на НСО, считано от 31 юли 2020 г.

## Военни звания
- Лейтенант (1990)
- Старши лейтенант (1993)
- Капитан (1997)
- Майор (2000)
- Подполковник (2003)
- Полковник (2006)
- Бригаден генерал (30 септември 2019)